# Yūzō Kawashima

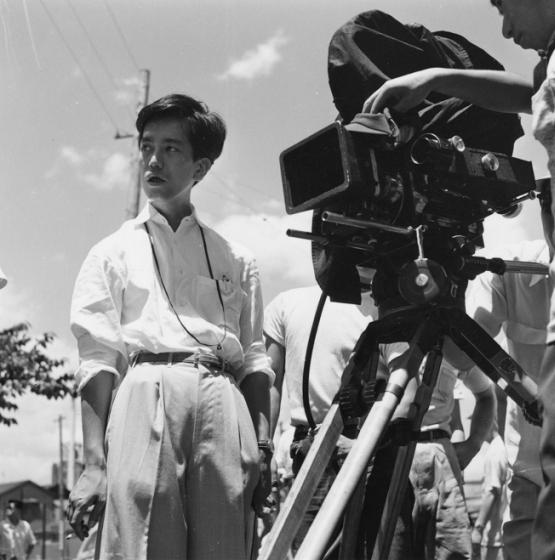
Yūzō Kawashima

Yūzō Kawashima (jap. 川島雄三, Kawashima Yūzō; * 4. Februar 1918 in Mutsu, Präfektur Aomori; † 11. Juni 1963) war ein japanischer Filmregisseur.

## Filmografie (Auswahl)
- 1957: Bakumatsu Taiyōden (幕末太陽伝)
- 1959: Kashima ari (貸間あり)
- 1962: Shitoyakana Kedamono (しとやかな獣)